# Råttor
För andra betydelser, se Råtta.

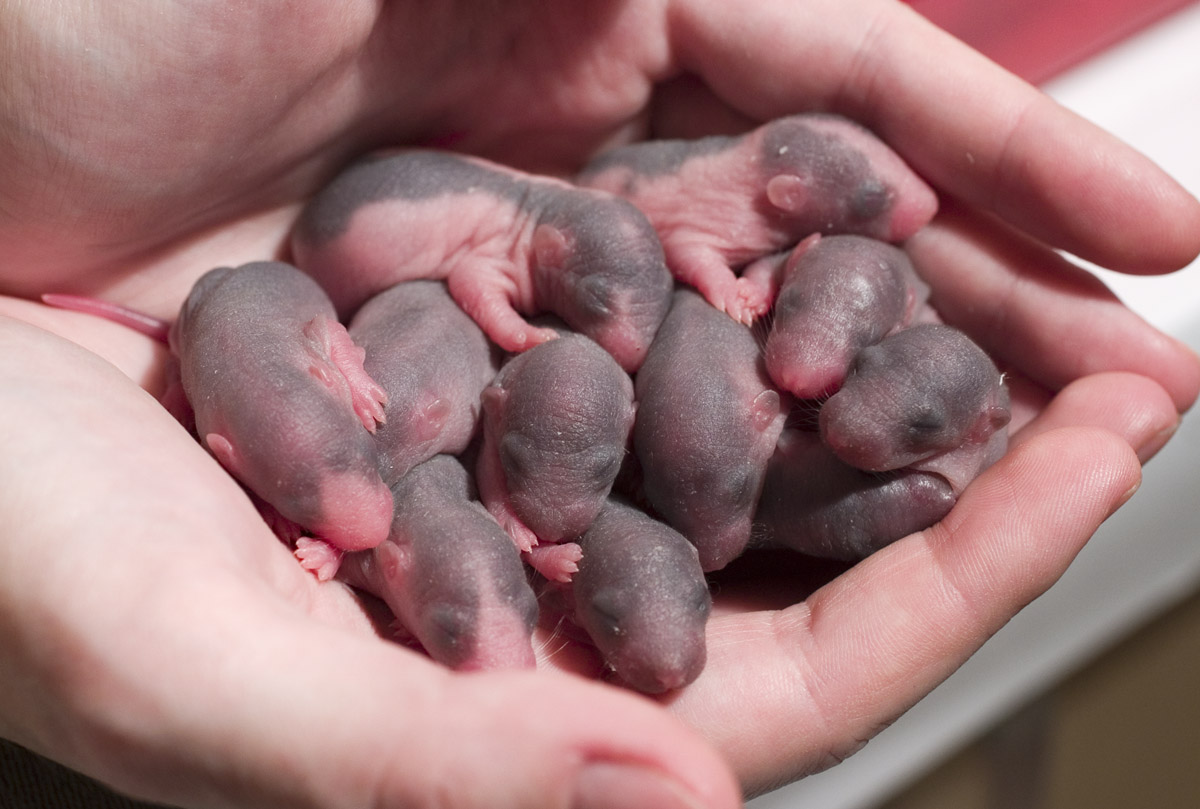
Fyra dagar gamla tamråttor.

Råttor (Rattus) är ett släkte i underfamiljen möss (Murinae) med cirka 70 arter som har sitt ursprungliga levnadsområde i Sydostasien och den australiska regionen. Några arter koloniserade med människans hjälp andra delar av jorden och släktet har nu en nästan världsvidd utbredning. Råttor varierar mycket i storlek och vikt från små populationer av polynesisk råtta som bara väger 40 gram till brunråttan som ibland når 30 centimeter kroppslängd (huvud och bål) och 500 gram vikt. Arterna är allätare och de vilar i naturliga håligheter eller bygger mer eller mindre komplexa bon.
I Sverige, Norge och Finland förekommer enbart brunråtta (Rattus norvegicus). Brunråttan förekommer till skillnad från svartråttan (Rattus rattus) även i en domesticerad variant, tamråtta, som är ett populärt sällskapsdjur.

## Kännetecken
Råttornas nos är spetsig och de har en kluven överläpp. Per käkhalva finns en framtand och tre molarer, alltså 16 tänder sammanräknade. Framtänderna saknar rot och växer hela livet. Råttorna behöver därför gnaga för att slita ner framtändernas spets. Mellan fram- och kindtänderna finns en större klaff.
Arternas magsäck är delad i två avsnitt. Första delen omslutas av en slemhinna utan körtlar och andra delen har en vanlig magslemhinna med körtlar. Mellan dessa delar ligger ett hudveck. På grund av detta hudveck är kräkning nästan omöjlig för råttor. Vissa födoämnen sönderdelas först i blindtarmen.
Fötterna och svansen är bara glest täckt med hår. Svansen bär istället fjäll. Råttornas tumme är bara ett rudiment, de har alltså fyra tår vid de främre fötterna och fem vid de bakre.
Råttor har inga svettkörtlar, värmeregleringen sker vid dessa kroppsdelar som saknar hår. Honornas spenar är fördelade på hela buken, från bröstet till anus.
Råttor når en kroppslängd (utan svans) mellan 8 och 30 centimeter. Det finns större storleks- och viktskillnader mellan de olika arterna. Brunråttan blir vanligen 200 till 400 gram tung och vissa individer når en vikt av 500 gram. På Hawaii finns små arter som väger bara omkring 40 gram. Även svansens längd är beroende på art. Den kan vara betydlig mindre än övriga kropp eller avsevärd större.
Råttans morrhår används för att balansera, orientera sig och bygga upp en bild av omgivningen.

## Ekologi

### Habitat
Råttor finns på alla kontinenter förutom Antarktis. Det är bara ett fåtal arter som är kulturföljare och som lever i närheten av människan och i städer. Däremot förekommer många arter i åldrig skog på lågland och i bergstrakter. I Australien förekommer några arter på savann, hedar och i andra torra regioner.
Även bland de arter som är anpassade till människan finns olika prioriteter angående habitatet. Några lever främst i byar och städer som brunråttan eller Rattus tanezumi. Andra som Rattus tiomanicus föredrar trädgårdar, fruktträdodlingar och områden med skogsbruk. En tredje grupp med bland annat Rattus argentiventer lever vid risodlingar och andra öppna jordbruksområden.
Viloplatsens utformning varierar mellan arterna. Råttor gömmer sig ofta i naturliga håligheter som bergssprickor, trädhålor eller under rishögar. Vissa arter bygger bon av växtdelar, till exempel svartråttan i sitt ursprungliga levnadsområde. Det finns även råttor som gräver komplexa underjordiska tunnelsystem.

### Föda
Vad råttor äter beror på vilken art det rör.  Många arter som lever i vildmarken har växtdelar som huvudföda. De äter bland annat frön, nötter, grönsaker och frukter. Andra vilda arter är specialiserade på ryggradslösa djur men de äter även växter. Kulturföljare som brun- och svartråttan är allätare som äter det mesta, även papper och bivax. Ibland gnager de på medelstora däggdjur som fårungar eller grisar samt till och med på sovande människor. Brunråttan föredrar en köttdiet när det är möjligt och jagar bland annat räkor, snäckor, musslor, insekter och fågelägg. Vissa arter har en mer specifik kost: den sulawesiska vitsvansade råttan och Rattus hoffmanni äter båda enbart frukt och fruktkärnor.
En missuppfattning är att alla råttarter skulle vara allätare, vilket inte stämmer. Troligen bygger missuppfattningen på att brunråttan och svartråttan är mycket anpassningsbara och därmed har utvecklat en bred kost.

### Socialt beteende och fortplantning
I det vilda lever råttor generellt i stora kolonier med komplexa sociala relationer. Råttor som saknar sociala relationer riskerar att utveckla depression. De mera kända arterna som lever nära människan bildar vanligen flockar med upp till 200 eller fler medlemmar. För varje kön etableras en hierarki.
Även kännedomen om råttornas fortplantning bygger främst på släktets kulturföljare. Hos dem kan honor para sig hela året. Antalet kullar per år varierar mellan upp till 3 (polynesisk råtta) och upp till 12 (brunråtta). Dräktigheten varar 19 till 30 dagar och sedan föds vanligen 4 (polynesisk råtta) eller 9 (brunråtta) ungar. För brunråttan dokumenterades kullar med upp till 22 ungar. Nyfödda råttor är nakna och blinda men de utvecklas fort. Efter två till tre veckor slutar modern med digivning. Ungarna blir efter två till tre månader könsmogna.
Danska forskare har 2023 tagit fram ett P-piller till råttor. 

## Råttor och människor

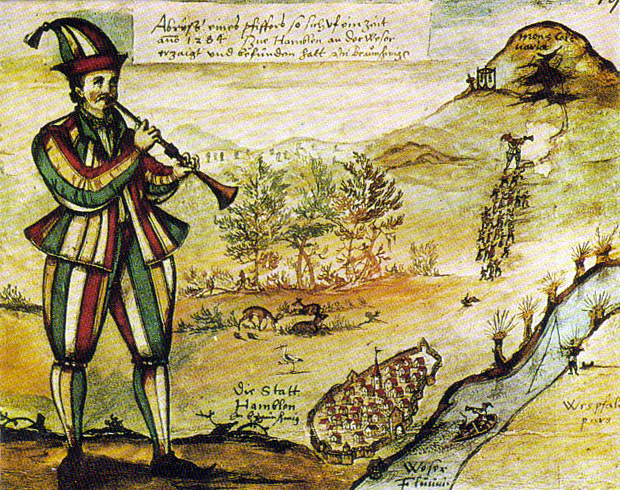
Råttornas invasion av människans samhällen gav upphov till olika sagor som Råttfångaren i Hameln.

Många arter inom släktet lever i mer eller mindre orörda skogar utan kontakt med människor. Egentligen är det bara sju arter som orsakar större ekonomiska skador eller sprider sjukdomar. Dessutom finns några arter som är ansvariga för mindre eller lokala problem. Svartråttan och brunråttan är de skadedjur i släktet som förekommer i de flesta delar av världen. De ödelägger grödor och redskap, skadar hus och infrastruktur, och sprider sjukdomar till människor och husdjur. På många håll där råttor introducerats av människan utgör de även  ett hot mot andra vilda djur, som fågelpopulationer, vilket kan leda till att arter riskerar att dö ut. Rattus nitidus, Rattus tiomanicus och polynesisk råtta (Rattus exulans) är betydande skadedjur i Sydostasien. Den senare utgör även ett problem i den australiska regionen och Oceanien. I regioner med risodlingar skadar Rattus argentiventer och Rattus losea en stor del av skörden.
Dessa sju arters utbredningsområde beror idag på människan som fört arterna med sig under sina resor över världen. Avlägsna öar nådde råttorna med fartyg. Den polynesiska råttan kom till de flesta Stillahavsöar redan före européernas upptäcktsfärder. Den nådde Marianerna för cirka 3000 år sedan, Hawaii för cirka 1600 år sedan och Nya Zeeland för cirka 1000 år sedan. Svartråttan kom troligen till centrala och norra Europa efter senaste istiden tillsammans med den moderna människan. Den följde med vid koloniseringen av Amerika. Den första observationen av brunråttan gjordes i Europa så sent som 1553, och den nådde Nordamerika omkring 1750. Brunråttan visade sig vara en överlägsen konkurrent till svartråttan i urbaniserade miljöer, och därför minskade svartråttans bestånd avsevärt. Svartråttan är nu mycket sällsynt i Europa och Nordamerika. I Sverige klassificeras arten sedan 1990-talet som utdöd.

## Systematik

### Yttre systematik
I verket Mammal Species of the World sammanfattas råttor och flera andra släkten i en släktgrupp, den så kallade Rattus-gruppen. Släktgruppens medlemmar har sitt ursprungliga utbredningsområde i Sydostasien och i den australiska regionen. De andra släktena i släktgruppen är Abditomys, Bandicota, Berylmys, Bullimus, Bunomys, Diplothrix, Kadarsanomys, Komodomys, Limnomys, Nesokia, Nesoromys, Palawanomys, Papagomys, Paruromys, Paulamys, Sundamys, Taeromys, Tarsomys och Tryphomys.

### Inre systematik

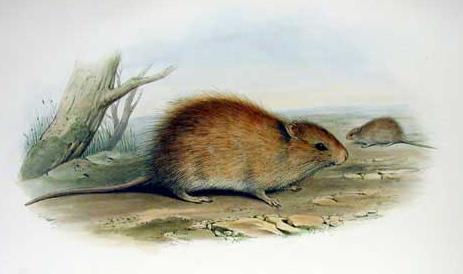
Rattus lutreolus lever främst i fuktiga gräsmarker i Australien.

Släktet Rattus är särskilt rikt på arter. Tidigare räknades flera arter till släktet som idag är klassificerade i egna släkten. Wilson & Reeder (2005) räknar fortfarande 66 arter till släktet, dessa listas nedan med några utvalda underarter. I avhandlingen delas släktet i sju grupper på grund av skillnader i skallens konstruktion och differenser i arternas genetik. För några arter är oklar vilken grupp de tillhör.
Släktet råttor (Rattus)

- norvegicus-grupp
  - Brunråtta (Rattus norvegicus)
    - Tamråtta (Rattus norvegicus f. domestica)

  - Rattus nitidus
  - Rattus pyctoris
- exulans-grupp
  - Polynesisk råtta (Rattus exulans)
- rattus-grupp
  - Svartråtta (Rattus rattus)
  - Rattus adustus
  - Rattus andamanensis
  - Rattus argentiventer
  - Rattus baluensis
  - Rattus blangorum
  - Rattus burrus
  - Rattus hoffmanni
  - Rattus koopmani
  - Rattus losea
  - Rattus lugens
  - Rattus mindorensis
  - Rattus mollicomulus
  - Rattus osgoodi
  - Rattus palmarum
  - Rattus satarae
  - Rattus simalurensis
  - Rattus stoicus
  - Rattus tanezumi
  - Rattus tawitawiensis
  - Rattus tiomanicus
- fuscipes-grupp
  - Rattus colletti
  - Rattus fuscipes
  - Rattus lutreolus
  - Rattus sordidus
  - Rattus tunneyi
  - Rattus villosissimus
- leucopus-grupp
  - Rattus arfakiensis
  - Rattus arrogans
  - Rattus elaphinus
  - Rattus feliceus
  - Rattus giluwensis
  - Rattus jobiensis
  - Rattus leucopus
  - Rattus mordax
  - Rattus niobe
  - Rattus novaeguineae
  - Rattus omichlodes
  - Rattus pococki
  - Rattus praetor
  - Rattus richardsoni
  - Rattus steini
  - Rattus vandeuseni
  - Rattus verecundus
- xanthurus-grupp
  - Rattus bontanus
  - Rattus marmosurus
  - Rattus pelurus
  - Rattus salocco
  - Rattus xanthurus
- oklar tillhörighet
  - Rattus annandalei
  - Rattus enganus
  - Rattus everetti
  - Rattus hainaldi
  - Rattus hoogerwerfi
  - Rattus korinchi
  - Rattus macleari
  - Rattus montanus
  - Rattus morotaiensis
  - Rattus nativitatis
  - Rattus ranjiniae
  - † Rattus sanila
  - Rattus timorensis